# Шепетівський вісник
«Шепетів́ський ві́сник» — україномовна міська і районна газета, що видається в місті Шепетівці Хмельницької області; найбільш популярне і поширене періодичне видання району. 

## Про газету
Міськрайонна газета у місті Шепетівці була заснована 7 листопада 1925 року під назвою «Шляхом Жовтня». Так само газета називалась у повоєнний радянський час. 
Із незалежністю України (1991) засновниками газети стали Шепетівська міська і районна ради, районна державна адміністрація, і видання змінило назву на сучасну — «Шепетівський вісник».  
Нині (2016) газета «Шепетівський вісник» виходить 1 раз на тиждень — у четвер, і має наклад близько 7000 примірників щотижня, наприклад, у четвертий тиждень вересня 2016 року він становив 7275 примірників. Головним редактором періодичного видання є Світлана Мороз.